# Camarines Sud
Camarines Sud (tagal: Timog Kamarines; anglès: South Camarines) és una província a la regió de Bícol, a les Filipines. La seva capital és Pili.
La província produeix arròs, blat de moro, pastura, peix d'aigua dolça i carn. Existeixen diverses empreses d'exportació i la importació, fent créixer les seves activitats per a incloure províncies veïnes perquè la demanda local podria ser limitada a causa de l'ingrés baix dels habitants de la seva pròpia província. El bicolà és l'idioma principal de la província.